# Goodbye Bafana
Goodbye Bafana is een Zuid-Afrikaanse film uit 2007 onder regie van Bille August.
Het is het verhaal van de gevangenbewaarder James Gregory (gespeeld door Joseph Fiennes) die op Robbeneiland in Zuid-Afrika de bewaker wordt van Nelson Mandela (een rol van Dennis Haysbert). Gedurende de twintig jaar waarin Gregory Mandela bewaakt, ontstaat toch een band tussen de twee mannen ondanks de grote verschillen in hun levensopvattingen. Het boek Goodbye Bafana: Nelson Mandela, My Prisoner, My Friend van James Gregory en Bob Graham vormt de grondslag van deze film.

## Rolverdeling
- Joseph Fiennes - James Gregory
- Dennis Haysbert - Nelson Mandela
- Diane Kruger - Gloria Gregory
- Faith Ndukwana - Winnie Mandela
- Mehboob Bawa - Ahmed Kathrada
- Leslie Mongezi - Walter Sisulu
- Sizwe Msutu - Cyril Ramaphosa
- Norman Anstey - Jimmy Kruger